# Brockardt Coburg
Brockardt Coburg war ein von 1868 bis 2000 in Coburg existierendes, familiengeführtes Bauunternehmen, von dessen bis 1936 ausgeführten Bauten in Coburg 51 unter Denkmalschutz stehen und in der Liste der Denkmäler in Coburg aufgeführt sind.

## Unternehmensgeschichte
Die wohl älteste Baumeisterfamilie Coburgs wurde vom Zimmermeister Johann Martin Andreas Brockardt begründet, dessen Sohn Bernhard im März 1868 ein Baugeschäft eröffnete. Nach dessen Tod im April 1892 übernahm die Witwe Sophie die Leitung, eine Tochter des herzoglich meiningischen Hof- und Landesbaumeisters Johann Michael Schmidt aus Sonneberg, in dessen Haus Carl Alexander Heideloff, der an den Umbauten der Veste Coburg beteiligt war, zu Gast war. Von 1918 bis 1945 führte sie das Baugeschäft zusammen mit ihrem zweitgeborenen Sohn Ernst. Im Zeitraum 1931–1936 arbeitete auch der erstgeborene Sohn Paul Brockardt in dem Familienunternehmen mit. Nach dem Tod Sophie Brockardts 1945 übernahm Ernst Brockardt die Geschäfte und nach dessen Tod 1953 seine Witwe Hede. 1964 trat Helmut Brockardt-Riemann in die Geschäftsleitung des nun unter Brockardt Bau-GmbH & Co. firmierenden Unternehmens ein. In den 1990er Jahren errichtete das Unternehmen im Rödentaler Stadtteil Blumenrod auf einem Areal von 50.000 m² ein neues Fertigteil- und Betonmischwerk mit 10.000 m² Fertigungs- und Verwaltungsfläche. 2000 meldete das Unternehmen Insolvenz an. Seit dem 13. Juli 2000 besteht in Blumenrod nach Übernahme des Betonmischwerks durch die Angermüller Bau GmbH das Nachfolgeunternehmen Brockardt Bau + Beton GmbH & Co. KG. Daneben gab es in Crock das Unternehmen BRS-Bau GmbH (Brockardt-Riemann-Suhl), das bis zu seiner Insolvenz im Jahr 2016 weiterhin im Besitz der Familie war.

## Bauten
In Coburg wurden 1868–1936 folgende Bauten durch die Bauunternehmung Brockardt ausgeführt: 

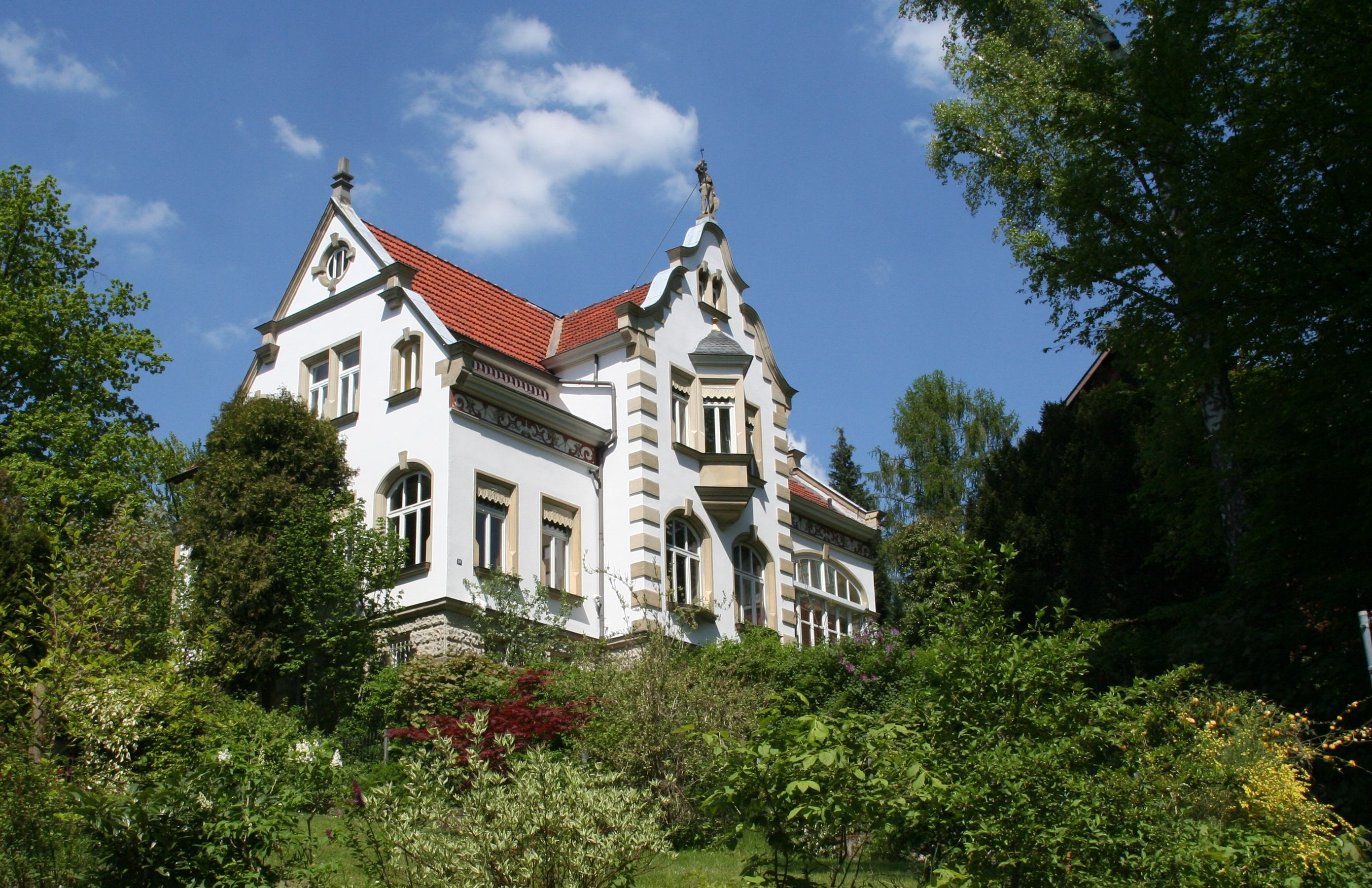
Obere Klinge 5a

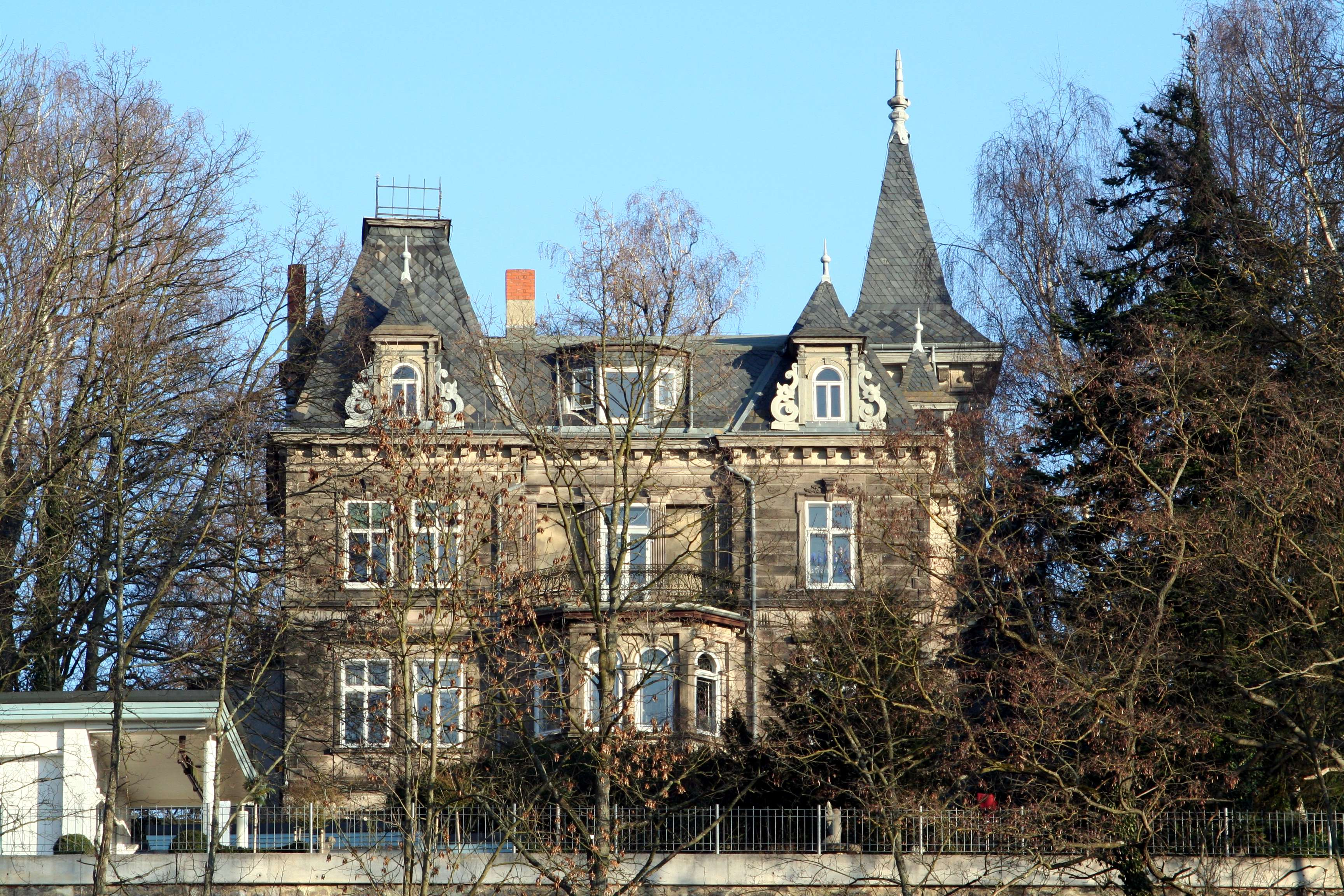
Villa Hohe Straße 30

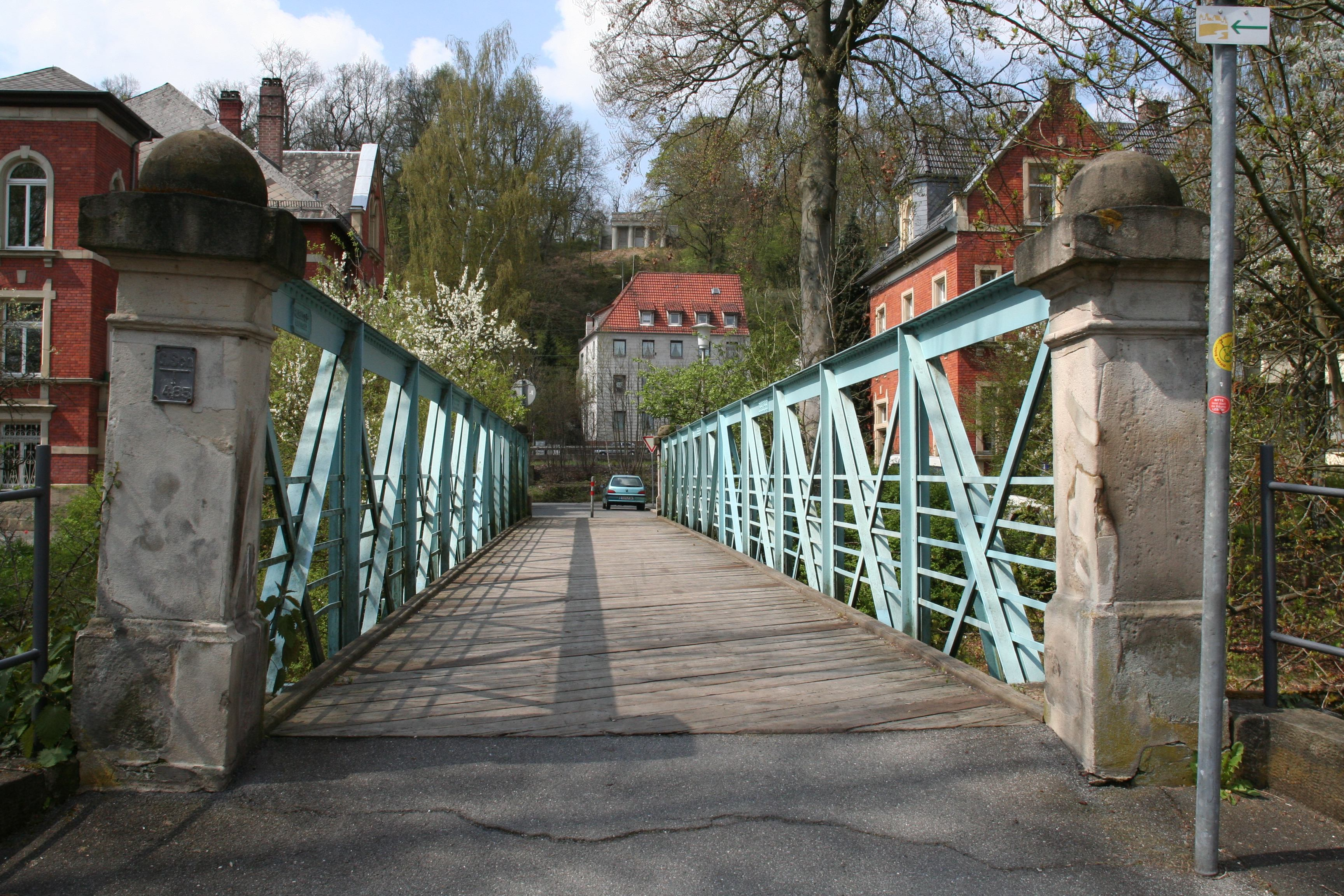
Brockardt-Brücke

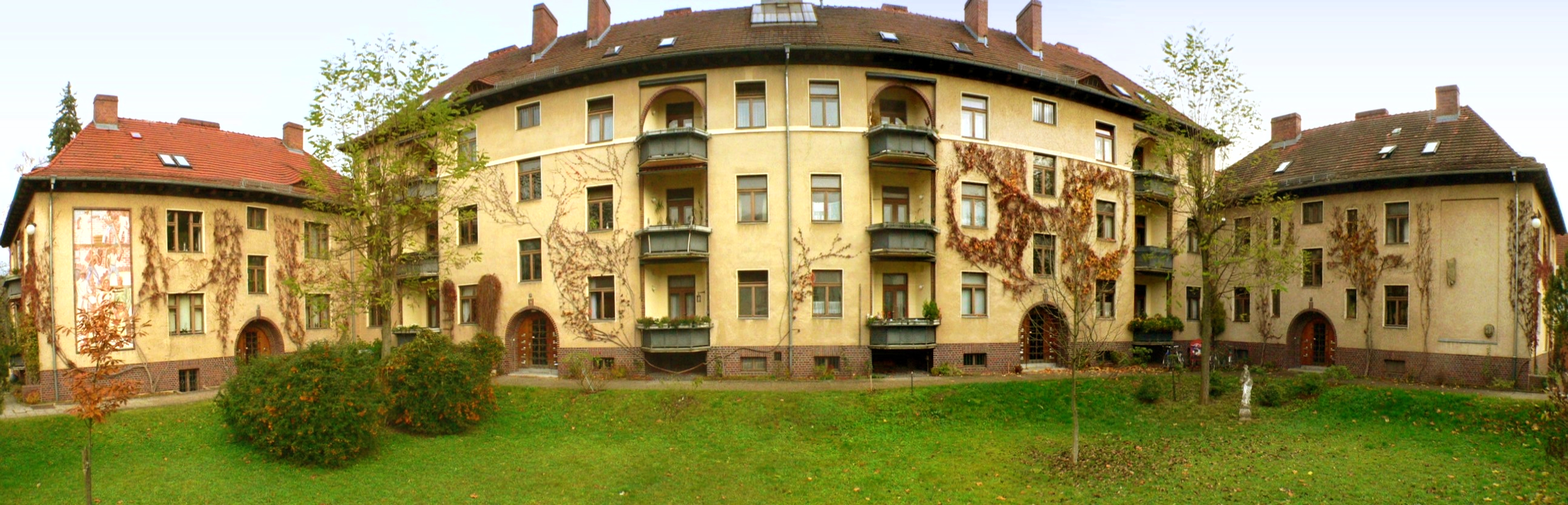
Brockardt-Block

- Albertsplatz 5/5a (Neubau 1874/1880)
- Blumenstraße 7 (Neubau 1891)
- Festungsstraße 9b (Neubau 1893)
- Heiligkreuzstraße 8 (Umbau 1905)
- Hohe Straße 12 und 16 (Neubauten, Nr. 12 1898, Nr. 16 1902)
- Hohe Straße 30 (Umbau 1911)
- Hügelstraße 2 (Anbauten 1912)
- Judengasse 6, 31, 33, 50 und 56 (Umbauten 6: 1885; 31: 1872; 33: 1909: 50: 1896; Neubau 56: 1878)
- Kanalstraße 3 (Neubau 1891)
- Ketschendorfer Straße 5 (Umbau 1934)
- Ketschengasse 43 (Ausbau 1914)
- Kleine Johannisgasse 8 (Umbau 1897)
- Kleine Rosenau 7 (Ausbau 1872)
- Lossaustraße 5 (Ausbau 1917)
- Löwenstraße 17, 20, 22 und 24 (Neubauten 17: 1880, 20: 1885, 22: 1882, 24: 1883)
- Metzgergasse 2 (Umbau 1897)
- Mohrenstraße 4, 6 (Neubauten 4: 1886, 6: 1884)
- Mühldamm (Brockardt-Brücke) (Neubau 1891)
- Mühldamm 6, 18 (Neubauten 6: 1889, 18: 1888)
- Neuer Weg 5 (Umbau 1903)
- Obere Anlage 2 (An- und Umbau 1908)
- Obere Klinge 5, 5a, 5d (Neubauten 5: 1894, 5a: 1895, 5d: 1893)
- Oberer Bürglaß 32 (Umbau 1877)
- Sally-Ehrlich-Straße 10 (Neubau 1887)
- Scharnhorststraße 2–8 (Brockart-Block) (Neubau 1936)
- Sonntagsanger 5/5a, 8, 9/10, 16 (Neubauten 1891)
- Spitalgasse 4, 29 (Umbauten 4: 1905, 29: 1891)
- Steintor 4 (Umbauten 1883, 1926)
- Steinweg 30, 62 (Umbau 30: 1868, 62: 1871)
- Untere Klinge 2 (Anbauten 1895)
- Weichengereuth 12, 14 (Umbauten 12: 1923, 14: 1928)